# 1680
1680 (MDCLXXX) je bilo prestopno leto, ki se je po gregorijanskem koledarju začelo na ponedeljek, po 10 dni počasnejšem julijanskem koledarju pa na četrtek.

## Dogodki
- 1. januar

## Rojstva
- 12. oktober - Arthur Collier, angleški filozof († 1732)
- - Bulleh Shah - indijski ali pakistanski sufi in pesnik († 1757)
- - Dazai Šundai, japonski trgovec in učenjak († 1747)

## Smrti
- 4. november - Joseph Glanvill, angleški filozof (* 1636)
- 27. november - Athanasius Kircher, nemški jezuit, teolog, učenjak (* 1602)